# Theodor Saevecke
Theodor Emil Saevecke (Hamburgo, 22 de marzo de 1911 – 15 de diciembre de 2004) fue un oficial de las SS durante la Segunda Guerra Mundial. Tuvo el mando de la SIPO-SD (Policía y Servicio de Seguridad) en Lombardía durante la ocupación alemana de Italia. En la posguerra, colaboró con la CIA y alcanzó el cargo de director de los servicios de seguridad de la República Federal Alemana. 
No tuvo ningún proceso en Alemania por su pasado nazi. En Italia fue condenado a cadena perpetua en 1999 por el Tribunal Militar de Turín por haber ordenado en agosto de 1944 los fusilamientos de quince partisanos y antifascistas en el Piazzale Loreto de Milán. Por esta matanza se le conoció con los sobrenombres del "Verdugo del Piazzale Loreto" (Boia di Piazzale Loreto) y "el Carnicero de Milán".